# Antheraea superba
Antheraea superba är en fjärilsart som beskrevs av Inoue 1964. Antheraea superba ingår i släktet Antheraea och familjen påfågelsspinnare. Inga underarter finns listade i Catalogue of Life.